# 핀닉스
핀닉스(Finnix)는 리눅스계 운영 체제 가운데 하나로 만든 이는 리안 핀니에(Ryan Finnie)이다.

## 걸어온 길
1999년 제작이 시작된 핀닉스의 첫 판인 0.01은 레드햇 리눅스 6.1을 바탕으로 했으며 리안 핀니에의 사무실 주변의 리눅스 워크스테이션들을 고치기 위해 만들어졌다. 그러나 첫 공식 출시는 2000년 초에 나온 0.03으로 이것은 판올림된 레드햇 리눅스 6.2를 바탕으로 했다. 이것은 300메비바이트짜리 ISO와 RAM 32메비바이트라는 요구사항(고속 인터넷 보급의 결핍과 RAM의 시세에 따른 그 때로서는 엄청난 것이었다) 다운로드 5000회 이상이라는 기록을 세웠다. 그 뒤 핀닉스의 제작은 2005년까지 이루어지지 않았다.
그러다가 크노픽스에서 갈라져 나온 84판과 85.0판부터 85.3판까지의 판을 거쳐 2005년 10월 23일에 데비안 GNU/리눅스의 '검사중(testing)'판에서 갈라져 나온 86.0판이 나왔으며 이들은 모두 핀닉스 제작을 다시 하게 된 주 동기인 LVM2 및 dm-crypt 지원을 담고 있었다.

## 개요
- ISO를 내려받아 CD에 기록한 뒤 그것으로 시동할 수 있는 라이브 운영체제이다.
- x86-32, x86-64, 파워PC 등을 지원한다.
- 하드 드라이브, 네트워크 카드, USB 장치 등 대부분의 하드웨어를 알아서 찾아내 쓸 수 있게 해주며 UnionFS를 통해 다른 쓰기 가능한 디스크의 내용을 변경할 수도 있다.[3]
- 핀닉스 자체에 대한 모든 변경사항은 RAM에 바로 저장되며 전원을 끄면 이것들은 모두 없어진다.
- 시동할 때 toram이라는 조건을 달아 주면 CD의 내용 가운데 대부분을 RAM에 복사한 뒤 CD를 꺼낸다. 이때 다른 CD를 넣어 쓸 수도 있다. 이 기능을 쓰려면 적어도 RAM 192메비바이트 이상이 있어야 된다.
- x86판에는 유저 모드 리눅스를 통해 핀닉스를 시동한 CD로부터 여러 개의 핀닉스 환경을 동시에 띄우는 핀닉스 온 핀닉스(Finnix on Finnix)라는 기능이 있다.[4]

## 쓰임
핀닉스는 주로 파일 시스템 복구, 네트워크 관찰 등에 쓰인다.

## 판
핀닉스의 새 판은 평균 3달에 하나씩 데비안 '검사중'판에서 갈라져 핀닉스 특유의 기능이 담긴 채 나온다. 판수의 형식은 a.b인데 핀닉스의 주 기능에 대한 변화가 있을 때에는 a의 값이 바뀌고 b는 0이 되며 자잘한 버그 수정 또는 데비안에서 가져온 꾸러미들의 판올림만이 있을 때에는 b의 값만이 1 올라간다. 코드네임들은 모두 위스콘신 안의 마을 이름으로 이것은 정식판이 나오기까지의 개발계획을 가리키며 판 그 자체를 가리키는 것은 아니다.

## 덧붙임
- 리노데같은 유저 모드 리눅스 및 젠 가상 개인 서버 제공자는 고객에게 핀닉스를 복구 및 관리용으로 제공하기도 한다.[6]